# Speciális relativitáselmélet

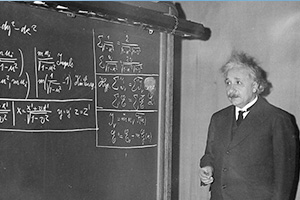
Einstein a speciális relativitáselméletről ad elő

A speciális relativitáselmélet vagy a speciális relativitás elmélete a fizikának Albert Einstein által 1905-ben kiadott elmélete, mely feloldja a Maxwell-elméletbeli állandó fénysebesség és a newtoni mechanika sebesség összeadása közötti ellentétet. Azért speciális, mert tisztán inerciarendszerekkel foglalkozik, amelyekben érvényesül a tehetetlenség elve, míg az általános relativitáselmélet gyorsuló koordináta-rendszerekkel is foglalkozik.

## Előzményei, háttere

### Galilei relativitási elve
Galilei régi gondolata, hogy az egymáshoz képest egyenletesen mozgó megfigyelők számára a mechanika törvényei azonosak. Azt állította, hogy semmilyen mechanikai kísérlettel nem lehet különbséget tenni a két rendszer között. Arisztotelész világképén túllépve azt állította, hogy csak a valamihez viszonyított mozgásoknak van jelentésük, nem létezik egy kitüntetett vonatkoztatási rendszer, amelyhez minden mást mérnünk kell. Ezek alapján megállapította a két, egymáshoz képest egyenes vonalú egyenletes mozgást végző vonatkoztatási rendszer közötti transzformáció törvényeit, melyeket ma Galilei-transzformációnak nevezünk.
Galilei maga arra mutatott rá, hogy a sima tengeren haladó hajó belsejében végzett kísérletekből nem lehet megmondani, hogy a hajó halad-e, vagy áll. Ez a probléma számára elsősorban azért volt fontos, mert ezzel cáfolta a Föld tengely körüli forgásával szemben a korában hangoztatott „bizonyítékot”: a Föld már csak azért sem foroghat a tengelye körül, mert ekkor egy toronyból leejtett kő nem a torony tövében érne földet. Galilei ezzel szemben azt állította, hogy ilyenkor a kő – csakúgy mint a hajó esetében – együtt mozog a toronnyal. Ma már tudjuk, hogy Galilei gondolatmenete a toronyra vonatkozóan nem egészen helyes, hiszen forgó rendszerben az inerciaerőket is figyelembe kell venni, amelyek valóban kismértékben eltérítik pályájukon az eső testeket. A hajó esetében viszont teljes mértékben igaza volt.

### A speciális relativitás elve
A speciális relativitás elve Galilei elvének kiterjesztése a mechanika törvényeiről minden fizikai törvényre, azaz eszerint nemcsak mechanikai, hanem semmilyen fizikai kísérlettel nem lehet különbséget tenni az inerciarendszerek között. Az elv Einstein általi kimondásához a Michelson–Morley-kísérlet vezetett, amelynek eredeti célja a Földnek a feltételezett abszolút nyugvó éterhez viszonyított sebességének meghatározása lett volna. A megdöbbentő eredmény szerint azonban a Föld sebessége az éterhez képest nem változik a Nap körüli keringése során. A korabeli feltételezés szerint ugyanis a fény sebessége az éterhez képest lett volna állandó. Einstein elvetette az éter fogalmát, viszont feltételezte, hogy a fény minden inerciarendszerben minden irányban ugyanazzal a c fénysebességgel mozog. Ez ellentmondott a sebesség-összeadás klasszikus elméletének és a Galilei-transzformációnak, de meg tudta magyarázni a Lorentz-transzformációt és számos más klasszikusan értelmezhetetlen kísérleti eredményt.
Más megfogalmazással a természettörvények valamennyi inerciarendszerben azonosak. Az őket kifejező egyenletek változatlanok maradnak, ha egy inerciarendszerről áttérünk egy másikra. Azaz egy bizonyos természettörvényt különböző inerciarendszerekben tér- és időkoordinátákkal kifejező egyenletek azonos alakúak.
A speciális relativitás elvének van egy fontos következménye: nem létezik abszolút nyugvó vonatkoztatási rendszer, azaz abszolút tér. Az abszolút tér fogalma az emberi szemlélet számára kényelmes kategória, amelynek feladása nem könnyű. Newton szerint – filozófiai okokból – szükségünk van az abszolút tér és az abszolút idő fogalmára. Pontosabban, bizonyos fizikai jelenségek magyarázatához fel kell tételeznünk az abszolút sebesség, illetve gyorsulás fogalmát, ezt pedig csak úgy érthetjük meg, ha feltesszük, hogy létezik abszolút tér és idő.

### Az általános relativitás elve
A relativitási elvek további kiterjesztése az általános relativitás elve, amely azonban már nem a speciális, hanem az általános relativitáselmélet alapelve. Eszerint a fizikai törvények szempontjából nemcsak az inerciarendszerek, hanem minden vonatkoztatási rendszer egyenértékű. Szabatosabban az általános természettörvények megfogalmazására minden Gauss-féle koordináta-rendszer elvileg egyenértékű.

### Maxwell-elmélet
A 19. század elejétől a fényt, az elektromosságot és a mágnességet egy egységes elmélet, a Maxwell-elmélet írja le. Ez az elmélet azt is megmutatta, hogy a gyorsuló töltések elektromágneses sugárzást bocsátanak ki, mely a fény sebességével terjed. Ezek az egyenletek az ún. éter fogalmán alapultak, melyben a fény sebessége nem változik, ha a forrás mozog hozzá képest, ez összhangban van a mechanikai hullámokkal. Ezzel ellentétben, ha a megfigyelő mozog az éterhez képest, akkor a fény sebességének változnia kell a számára. A fizikusok megpróbálták megmérni, hogy a Földdel együtt történő mozgásunk hogyan befolyásolja az általunk mért fénysebességet. A leghíresebb kísérlet a Michelson–Morley-kísérlet volt. Bár az eredmény hihetetlen volt akkoriban, megállapította, hogy a fény sebessége nem függ a megfigyelő mozgásától, és a Maxwell-egyenletek szerint nem függ a forrás sebességétől sem: a fény sebessége invariáns (változatlan) minden megfigyelő számára.

## Axiómái
A fénysebesség állandóságának elve az éterfogalommal összekapcsolva ellentmondani látszik a speciális – és általános – relativitás elvének, miután egy olyan lehetőséget vet fel, hogy a viszonyítási rendszerek mozgása az éterhez képest kimutatható. A két elv azonban önmagában nem zárja ki egymást. Megkísérelhetjük tehát azt, hogy feltételezzük, hogy a fénysebesség állandóságának elve és az általános relativitás elve egyszerre érvényes, és megvizsgáljuk, az ebből adódó modell helyesen írja-e le a kísérleti eredményeket.
A speciális relativitáselméletet Einstein a következő két fő feltételezésre alapozta:
1. Minden fizikai jelenségnek, és így a jelenség leírását megadó elmélet matematikájának azonosan kell kinéznie minden inerciarendszerben.
2. A vákuumbeli fénysebesség, melyet általában c-vel jelölnek, állandó, bármely inerciarendszerből is mérjük meg és bármelyik irányban, függetlenül a fény frekvenciájától, a detektor, illetve a fényforrás mozgási sebességétől.

Ha a két állítást összevetjük, akkor ez egyenértékű azzal az állítással, hogy a fény terjedéséhez semmilyen közegre (a korábban feltételezett éterre) nincs szükség.
Az első axióma (Galilei után) szemléletesen azt jelenti, hogy egy hajó belsejében, ahol nincsenek ablakok, semmilyen kísérlettel nem tudjuk eldönteni, hogy a hajó áll, vagy egyenes vonalú egyenletes sebességgel halad. Ha például kirakunk egy akváriumot benne halakkal, azok mindkét esetben ugyanúgy mozognak, nem tömörülnek fel az üvegedény elején vagy a végén.
A második axióma már közel sem ilyen természetes. Az ember ösztönösen nem érzi, hogy a mozgó autó fényszórójából ugyanolyan gyorsan jön a fény, mint az állóéból.

## Következményei
A speciális relativitáselméletnek több olyan következménye van, mely a hétköznapi ember számára szokatlannak tűnik:
Amennyiben a kölcsönhatások terjedésének van maximális sebessége, akkor a speciális relativitás elvéből következik, hogy ez a maximális érték minden inerciarendszerben ugyanaz az érték. Történetesen a vákuumbeli fénysebesség. Nyilvánvaló, hogy ha létezik ilyen maximális sebessége a kölcsönhatások terjedésének, akkor semmilyen test nem mozoghat ennél a sebességnél gyorsabban, ugyanis ellenkező esetben egy ilyen gyorsabban mozgó test olyan új kölcsönhatást valósítana meg, amely terjedési sebessége felülmúlná a kölcsönhatások terjedési sebességének maximumát.
Két esemény között eltelt idő függ attól, hogy melyik rendszerből nézzük. Két egymáshoz képest mozgó rendszerből nézve eltérő értéket kapunk. (Lásd Lorentz-transzformáció) Ha azonban a két esemény közelebb van egymáshoz a térben, mint amekkora távolságot a fény a bekövetkezésük közötti időintervallum alatt meg tud tenni, akkor ez az időkülönbség egyetlen rendszerben sem válhat nullává, és az események időbeli sorrendje sem fordulhat meg. Ezek az ún. időszerűen elválasztott események, amelyek esetén a kauzalitás avagy okság így nem sérül, amennyiben ok-okozati összefüggés is állt fenn a két esemény között. Ha két esemény egy vonatkoztatási rendszerben időszerűen elválasztott, akkor minden vonatkoztatási rendszerben az.
Két esemény, amely az egyik rendszerből nézve egyidejű, a másikból nézve eltérő idejű lehet, azaz nincs abszolút egyidejűség. Ilyenkor is előfordulhat, hogy egyik rendszerből nézve két esemény bekövetkezésének sorrendje ellentétes, mint egy másik rendszerből nézve. Ezekben az esetekben úgynevezett térszerűen elválasztott eseményekről beszélünk. Ezek olyan események, amelyek egymástól mérve nagyobb távolságra következnek be, mint amekkora távolságot a fény a bekövetkezésük közötti időintervallum alatt meg tud tenni. A kauzalitás ebben az esetben sem sérül, hiszen térszerűen elválasztott események nem lehetnek egymással ok-okozati kapcsolatban, hiszen a kettejük közötti kölcsönhatás nem érheti el a másikat annak bekövetkezése előtt. Ha két esemény egy vonatkoztatási rendszerben térszerűen elválasztott, akkor minden vonatkoztatási rendszerben az.
Egy tárgy méretei (például hossza) más az egyik rendszerben, mint a másikban.
Az ikerparadoxon két ikerről szól, melyek közül az egyik a Földön marad, a másik közel fénysebességgel utazgat. Amikor az utazó visszatér, észreveszi, hogy a testvére jobban megöregedett (számára több idő telt el) mint ő.
A létraparadoxonban egy hosszú létra szerepel, mely közel fénysebességgel mozog, ezért befér egy kisebb garázsba, mint a saját hossza.

## Koordináta-transzformációk
A mozgó viszonyítási rendszerekben történő számításokhoz nyilvánvalóan szükségünk van egy módszerre, mely segítségével átszámolhatjuk az egyes pontok koordinátáit az egyik rendszerből a másikba. Kezdetnek tekintsünk egy K, és egy K-hoz képest az x tengely mentén pozitív irányba v sebességgel mozgó K’ koordináta-rendszert, amelyeket célszerű okból úgy veszünk fel, hogy az x-tengelyek egybeesnek, az y és y’, valamint z és z’ tengelyek pedig egymással párhuzamosak. A probléma tehát, hogy meg kell határozni azt a műveletet, melyet az {x, y, z, t} koordinátákon elvégezve megkapjuk az {x’, y’, z’, t’} koordinátákat, így a K rendszerben felírt egyenletek a megfelelő transzformáció után K’ rendszerben is helyesek lesznek.
A klasszikus mechanika tapasztalatai szerinti az {\displaystyle x'=x-vt\quad y'=y\quad z'=z\quad t'=t} egyenlőségek lesznek igazak, melyeket egyébként Galilei-féle transzformációnak nevezünk.

### Lorentz-transzformáció
Egyáltalán nem magától értetődő, hogy a koordináták helyes átszámításához éppen a Lorentz-transzformáció a megfelelő. Ennek meghatározására felírjuk mindkét rendszerben (K és K’) az x tengelyen pozitív irányba terjedő fényhullám egyenletét:
Mivel a K rendszerben meghatározott pontok ugyanúgy egy fényjel pályáját határozzák meg, mint a K’ rendszerben, ezért az első egyenlet megoldása a másiknak is megoldása, az eltérés legfeljebb annyi lehet, amit egy konstans szorzóval korrigálhatunk, így a következő kifejezést kapjuk:
Ugyanez felírva az x tengelyen terjedő negatív irányú fényhullámra:
A két egyenlet összeadása után a következő alakra jutunk:
A fenti forma már kezd hasonlítani ahhoz, amit elsőre várnánk, hiszen az x koordináta transzformációja azt jelentené, hogy a keresett egyenlet egyik oldalán az x’ található, a másikon pedig egy x-et és t-t tartalmazó kifejezés.
Ha az egyenletet elosztjuk kettővel, majd a kapott alakban található {\displaystyle {\frac {\lambda +\mu }{2}}} és {\displaystyle {\frac {\lambda -\mu }{2}}} értékeket a-val, illetve b-vel helyettesítjük, akkor adódik, hogy {\displaystyle x'=ax-bct}, illetve az első hullámegyenletben: {\displaystyle ct'=act-bx}, ami formailag már megfelel a keresett transzformációnak. Ha tehát sikerül a és b együtthatók meghatározása, akkor megkapjuk a keresett általános megoldást.
A K-beli megfigyelő t=0 időpillanatban felírja egy K’-beli egységnyi hosszúságú rúd hosszát, azaz {\displaystyle \Delta x'=1}.
Fontos, hogy a K’ rendszer v sebességgel mozog a közös x tengely mentén. Vegyük K’ origóját, azaz az {\displaystyle x'=0=vt} pontot, amiből felírható, hogy {\displaystyle 0=avt-bct}, amiből pedig az adódik, hogy {\displaystyle {\frac {a}{b}}={\frac {c}{v}}}, illetve {\displaystyle x'=ax}, tehát a hosszegységek közötti összefüggés:
Ha ugyanezt elvégezzük a K’ rendszer t’=0 időpillanatában, akkor {\displaystyle act=bx} adódik, amiből t-t kifejezve és behelyettesítve az {\displaystyle x'=ax-bct} egyenletbe, a szükséges átalakítások után az alábbi forma adódik:
A relativitási elv miatt a két rendszerre kapott eredménynek meg kell egyeznie, mivel ha létezne olyan kísérlet, amivel különböző eredményre jutunk, akkor a két viszonyítási rendszert meg tudnánk különböztetni. Ha tehát {\displaystyle \Delta x'=\Delta x}, akkor felírható, hogy:
Ebből az összefüggésből gyököt vonva, majd a a/b=c/v arányt kihasználva b-t eliminálva, majd ugyanezt behelyettesítve a-ra megkapjuk a két keresett összefüggést:
A fenti levezetésből rögtön következik a speciális relativitáselmélet által is megkövetelt koordináta transzformációs forma. Hendrik Lorentz és mások már az elmélet felállítása előtt észrevették, hogy az elektromágneses tér függ a megfigyelő mozgásától. Például az egyik megfigyelő egy pontban nem észlel mágneses teret, míg a hozzá képest mozgó igen. Lorentz egy olyan éterelméletet javasolt, melyben a tárgyak és a megfigyelők, melyek az éterhez képest mozognak fizikailag megrövidülnek (Lorentz–Fitzgerald-kontrakció) és számukra az idő megnyúlik (idődilatáció).
A Lorentz-transzformáció, amelyet a holland fizikus már korábban bevezetett, továbbra is érvényben marad, de Einstein elvetette, hogy valamilyen közeg („éter”) rövidülne-hosszabbodna meg. Ez a transzformáció írja le az áttérést a két rendszer adatai között, melynek végleges alakja tehát:

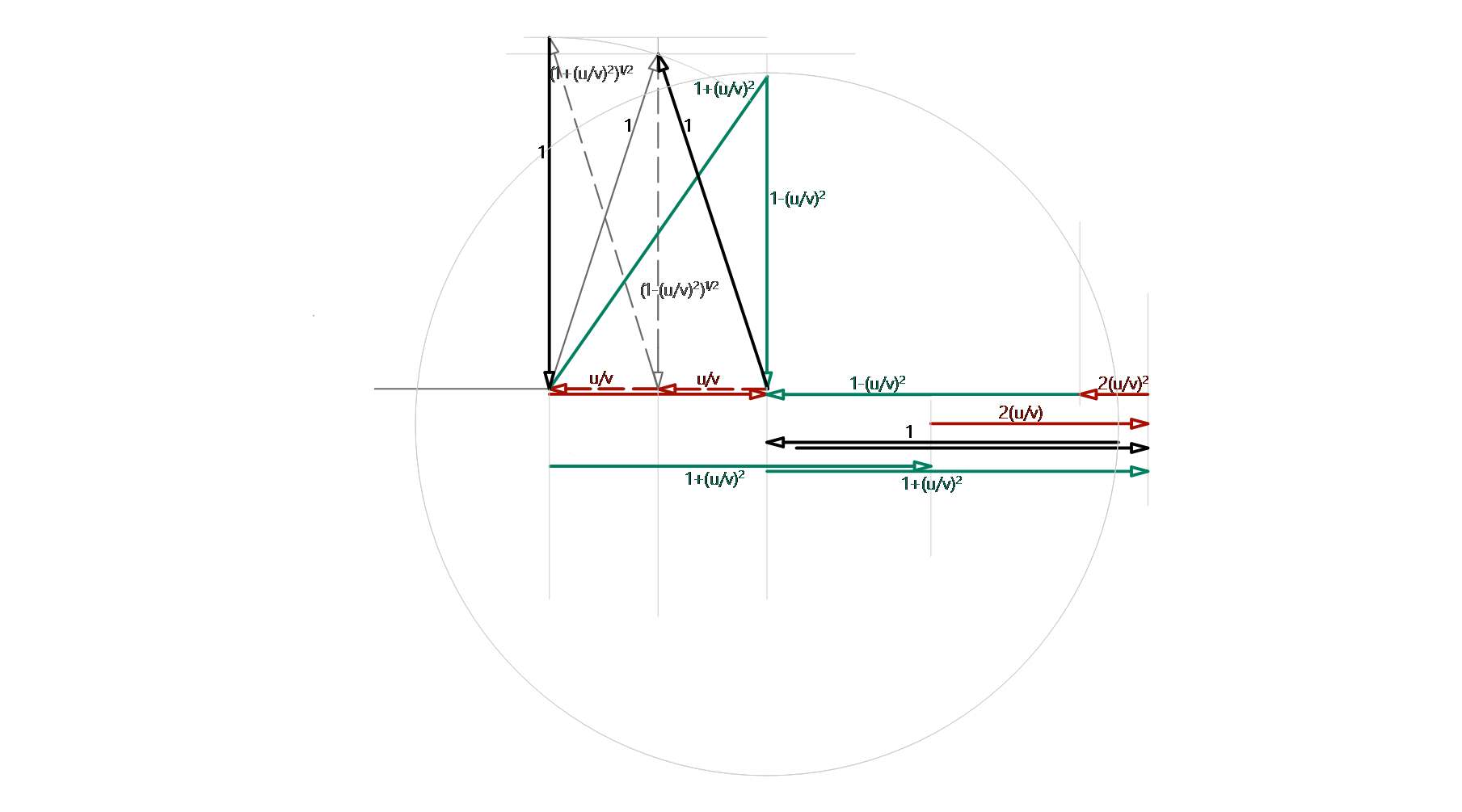
Alternatíva a Michelson kísérlet grafikai ábrázolásáhozAz [(1/2)(1+(u/v)^{2})]-[(1/2)(1-(u/v)^{2})] = [(1/2)(1+(u/v)^{2}^{2}-[(1/2)(1-(u/v)^{2}^{2} = (u/v)^{2} azonosságnak megfelelően az értékek négyzetgyökei két derékszögű háromszög oldalhosszai lehetnek.
Ily módon teljesül, hogy a menet irányba és arra merőlegesen az egységnyi szakasz ellentétes irányú hosszai egyaránt [(1+(u/v)^{2}) és (1-(u/v)^{2})] hosszúságúak legyenek. Míg azonban a menetirányra merőleges irányba vett szakaszok hosszai az (u/v):1 sebességgel történő elmozdulás mellett alakulnak ki, a menet irányba elégséges volna ehhez az (u/v)^{2}:1 sebességgel történő elmozdulás.
A menetirányba gyakorlatilag 2(u/v) hosszúságú szakasszal kell hosszabb utat megtenni 1:1 arányú sebességgel, mint erre merőlegesen, ez azonban nem mérhető: a 2(u/v) hosszúságú szakaszon két egységnyi idő alatt (u/v):1 sebességgel történik az elmozdulás.
A 2(u/v):1 hosszúságú út viszont annyi idő alatt tehető meg 1:1 arányú sebességgel, amennyi idő alatt (u/v):1 sebességgel a 2(u/v)^{2} hosszúságú út, ezért az utóbbi szintén nem mérhető. A 2[(u/v)+(u/v)^{2}] hosszúságú szakaszon való elmozdulást 2(u/v) hosszúságúnak mérjük. Az egységnyi szakasz ezzel 1:(1-(u/v)^{2}) illetve az oda-vissza út tekintetében 1:2(1-(u/v)^{2}) arányban rövidül.

{\displaystyle x'={\frac {x-vt}{\sqrt {1-{\frac {v^{2}}{c^{2}}}}}}\qquad x={\frac {x'+vt'}{\sqrt {1-{\frac {v^{2}}{c^{2}}}}}}}
{\displaystyle t'={\frac {t-{\frac {vx}{c^{2}}}}{\sqrt {1-{\frac {v^{2}}{c^{2}}}}}}\qquad t={\frac {t'+{\frac {vx'}{c^{2}}}}{\sqrt {1-{\frac {v^{2}}{c^{2}}}}}}}
{\displaystyle y'=y\qquad y=y'\,\!}
{\displaystyle z'=z\qquad z=z'\,\!}
☢

## Összefoglalás
A speciális relativitáselmélet csak akkor pontos, ha a gravitációs hatások figyelmen kívül hagyhatóak, különben az általános relativitáselméletet kell alkalmaznunk. Nagyon kicsiny méretek esetén, a Planck-hossz tartományában és alatta, lehetséges, hogy a speciális relativitáselmélet nem érvényes a kvantumgravitációs jelenségek miatt. A makroszkopikus jelenségek leírására az erős gravitációs terektől eltekintve a fizikusközösség mégis általánosan elfogadja a speciális relativitáselméletet, és azokat a kísérleti eredményeket, amelyek ellentmondanak neki, széles körben megismételhetetlen mérési hibának tartják.
A speciális relativitáselmélet matematikailag önkonzisztens, és összhangban van a modern fizikai elméletekkel, melyek közül a jelentősebbek a kvantumtérelmélet, a húrelmélet és az általános relativitáselmélet (elhanyagolható gravitációs tér esetén). A speciális relativitáselmélet határeseteit tekintve tartalmazza a Newtoni mechanikát, ahol a sebességek és gravitációs hatások megfelelően kicsik ahhoz, hogy az klasszikus törvényekkel is leírható legyen.
Sok kísérletet végeztek a speciális relativitáselmélet igazolására, és hogy a rivális elméletekkel szemben teszteljék. Ide tartoznak a következőek is:
- A Michelson–Morley-kísérlet bebizonyította, hogy nincs éterszél, és megállapította, hogy a fénysebesség állandó minden inerciarendszerhez viszonyítva
- Hamar-kísérlet – az éterszél mozgását cáfolja
- Trouton-Noble kísérlet – egy kapacitás forgatónyomatéka
- Kennedy-Thorndike kísérlet – időkontrakció
- Kísérletek az emitterelméletre melyek igazolták, hogy a fény sebessége független a kibocsátó test (emitter) sebességétől.

## Energia, impulzus, tömeg

### Tömeg–energia ekvivalencia
Ha egy m tömegű test v sebességgel mozog, akkor az energiája és impulzusa a következőképpen számolható:
{\displaystyle E=\gamma mc^{2}\,}
{\displaystyle p=\gamma mv\,}
ahol γ (a Lorentz-szorzó) értéke
{\displaystyle \gamma ={\frac {1}{\sqrt {1-v^{2}/c^{2}}}}}
és c a fénysebesség. A γ gyakran előfordul a relativitáselméletben, és a Lorentz-transzformációból kerül ide. Az energia és az impulzus a következőképp függ össze:
{\displaystyle E^{2}-(pc)^{2}=(mc^{2})^{2}\,}
amely összefüggést relativisztikus energia-impulzus egyenletnek is hívnak.
A fénysebességnél jóval kisebb sebességek esetén a γ-t (gammát) Taylor-sorba fejtve kapjuk:
{\displaystyle E\approx mc^{2}+{\begin{matrix}{\frac {1}{2}}\end{matrix}}mv^{2}\,}
{\displaystyle p\approx mv\,}
Elhagyva az energia első tagját a két formula egyezik a mozgási energia és impulzus newtoni definíciójával. Tehát kis sebességeknél a két elmélet egyezik, ahogy azt elvárjuk.
Az energiaképletben nyugalmi esetben (v = 0 és γ = 1) is marad nullától különböző energia:
{\displaystyle E=mc^{2}\,}
Ezt az energiát hívják nyugalmi energiának. A nyugalmi energia nem okoz semmi zavart, hiszen az állandó, és a mozgási energia esetén csak a változás számít.
A képletből látható, hogy a tömeg csak az energia egy másik formája. Ez akkor válik jelentőssé, amikor eltérő atommagok tömegeit megmérve meg tudjuk mondani, mekkora energia szabadul fel valamely atommag-reakció során. Ez alapvető dolog volt az atombomba kifejlesztésénél.

### Nyugalmi és relativisztikus tömeg
A relativitáselméletben kétféle tömeg szerepel, az egyik az invariáns tömeg vagy másképp nyugalmi tömeg, amely minden rendszerből nézve azonos. Ezt jelöltük eddig kis m-mel.
Egy másik tömegdefiníció a relativisztikus tömeg amely így kapható
{\displaystyle M=\gamma m\,}
Mivel a γ növekszik a sebességgel, a relativisztikus tömeg is. Ez a definíció néhány szempontból kényelmes. Részben ezzel az energia és impulzus képletét egyszerűbben írhatjuk fel:
{\displaystyle E=Mc^{2}\,}
{\displaystyle p=Mv\,}
Ez minden vonatkoztatási rendszerben érvényes. Nyugalmi helyzetben a kétféle tömeg megegyezik.
Egyik definíció sem helyes vagy helytelen, pusztán megállapodás kérdése. A fizikusok egy része mégsem szereti a relativisztikus tömeget, mert az nem skalár,
más szavakkal az egyes megfigyelők által mért relativisztikus tömeg más és más. Továbbá az invariáns tömeg fontos mennyiség az általános relativitáselméletben és a kvantumtérelméletben.
Emiatt sok fizikus, amikor a tömegről beszél, az invariáns tömeget érti alatta.
Például maga Einstein és a Landau sorozat sem említ relativisztikus tömeget, az Útban a modern fizikához tankönyv sem használja, és Hraskó Péter is a használata ellen van.